# Секст Атілій Серран
Секст Атілій Серран (? — 136 р. до н. е.) — політичний, державний та військовий діяч Римської республіки, консул 136 року до н. е.

## Життєпис
Походив з впливового плебейського роду Атіліїв. Син Марка Атілія Серрана. Про життя Секста мало відомостей. 
У 136 році до н. е. його обрано консулом разом з Луцієм Фурієм Філом. Під час його каденції спалахнуло повстання на Сицилії, так зване Перше сицилійське повстання рабів. Утім обидва консули не зуміли впоратися із повстанцями, зазнавши від останніх поразок. Подальша доля Секста Атілія Серрана невідома.